# Озельтамівір

Молекулярна структура озельтамівіру

Озельтаміві́р (озельтамівіру фосфат, осельтамівір) — лікарський препарат, розроблений для лікування грипу. Озельтамівір є противірусним засобом і належить до групи інгібіторів нейрамінідази. Препарати цієї групи діють безпосередньо на нейрамінідазу вірусу грипу, запобігаючи його розмноженню та поширенню в організмі. Патентовані назви, зареєстровані на 2024 рік у Державному реєстрі лікарських засобів України: Агріппа, Азельта, Натфлу, Сельтавір, Флукап, Таміфлю,   Оселов.
Випускається у вигляді капсул і порошку для приготування суспензії.

## Оцінки ефективності
За даними Центру з контролю за захворюваннями США (CDC), вірус грипу А H1N1, що спричинив пандемію 2009 р. у Північній півкулі, нестійкий до дії озельтамівіру. До кінця жовтня 2017 року з 282 перевірених зразків вірусу тільки 2 (0.7 %) виявилися нечутливими до дії озельтамівіру.

## Можливі побічні дії
- Нудота, блювання, діарея, головний біль, млявість, кашель.
- Озельтамівір — препарат, який відносять до «Категорії С для вагітних», при цьому ніякі клінічні дослідження безпеки застосування у вагітних жінок не проводилися.
- Дані постмаркетингових досліджень препарату за 2006 рік (переважно отримані в Японії) свідчать про високий ризик розвитку порушень свідомості, особливо у дітей, таких як психотичні реакції та делірій. У зв'язку з цим Управління з продовольства та медикаментів США (FDA) і компанія-виробник препарату проінформували працівників охорони здоров'я про внесення змін до анотації до препарату[5].

Дані ВООЗ та Центру по контролю за захворюваннями США (CDC), опубліковані у 2009 році, стосовно вірусу грипу A/H1N1 (California/04/2009), показали, що результати тестів на віруси, отримані від пацієнтів в Мексиці та США, свідчать про те, що нові віруси H1N1 високочутливі до інгібіторів нейрамінідази (озельтамівіру і занамівіру), але високорезистентні до іншого класу препаратів — адамантанів (амантадин, римантадин).

## Мутагенез, клітинна трансформація, порушення репродуктивної функції і канцерогенез
Хоча озельтамівір не виявився мутагенним за результатами випробувань на мікроядрах мишей, він показав позитивну реакцію в експериментах на клітинах сирійського ембріона хом'яка (SHE) щодо клітинних трансформацій.

## Пандемія грипу H1N1 2009 року
Станом на жовтень 2009 року лише 39 з понад 10 000 зразків вірусу грипу, який спричинив пандемію H1N1 
показали стійкість до озельтамівіру.
.

### H3N2
Мутантні ізоляти вірусу грипу H3N2, стійкі до озельтамівіру, були виявлені у 18% з групи з 50 японських дітей, які лікувалися озельтамівіром. Автори дослідження запропонували кілька пояснень для цієї стійкості, яка була виявлена, що перевищує очікувані. По-перше, діти зазвичай мають триваліший період хвороби, що надає більше часу для розвитку резистентності. По-друге, Кіса та інші дослідники стверджують, що вони використовували суворіші методи виявлення резистентності, ніж у попередніх дослідженнях.
Станом на 3 жовтня 2009 року жоден із 264 зразків H3N2, протестованих CDC, не показав ознак стійкості до озельтамівіру.

### Грип B
У 2007 році японські дослідники виявили штами вірусу грипу B, які стійкі до нейрамінідази, у людей, які не приймали ці препарати. Показник поширеності цих штамів становив 1,7%. За даними CDC, станом на 3 жовтня 2009 року, жоден протестований зразок грипу B не показав ознак стійкості до озельтамівіру.

### Пташиний грип H5N1
Резистентність була виявлена у однієї дівчини, хворої на пташиний грип H5N1 у В'єтнамі під час лікування озельтамівіром. Де Йонг та інші (2005) описують розвиток резистентності ще у двох в'єтнамських пацієнтів, які хворіли на пташиний грип H5N1, порівнюючи перебіг хвороби з шістьма іншими пацієнтами. Вони вважають, що поява резистентних штамів може бути пов'язана з погіршенням клінічного стану пацієнтів. Також вони відзначають, що рекомендована доза озельтамівіру не завжди повністю пригнічує реплікацію вірусу, що може призвести до появи резистентних штамів. Мозсопа (2005) надає глибше розуміння цієї проблеми і стверджує, що вживання озельтамівіру без лікарського призначення може призвести до помилок у дозуванні та, відповідно, до появи стійких штамів H5N1.
«Резистентність викликає стурбованість у сценарії пандемії грипу» (Юн Вонг, 2005), і можливий розвиток її при пташиному грипі є ймовірнішим через потенційно велику тривалість зараження новими вірусами. Кисо та інші вважають, що «найвищі показники стійкості вірусу слід очікувати» під час пандемії.
Випадки передачі людина-людина H5N1 не фіксувалися; вони відбуваються з людьми, які мають контакт з інфікованими домашніми птахами.